# Headache (Big Black)
Headache es un EP de 1987 de la banda de post-hardcore, noise rock y punk rock Big Black. 
Su carátula original, controvertida, era la cabeza, partida en dos, de una víctima de suicidio por escopeta. Esta carátula apareció en las primerísimas copias del EP; luego fue reemplazada por un dibujo de Savage Pencil. En las notas del EP se leía "Advertencia: No tan bueno como Atomizer, así que no se ilusionen".

## Lista de canciones
Todas las canciones escritas por Big Black.
1. "My Disco" - 2:51
2. "Grinder" - 2:22
3. "Ready Men" - 3:50
4. "Pete, King of All Detectives" - 2:40